# Округ Хенкок (Мејн)
Округ Хенкок (енгл. Hancock County) је округ у америчкој савезној држави Мејн.

## Демографија
По попису из 2010. године број становника је 54.418, што је 2.627 (5,1%) становника више него 2000. године.
| Група             | 2000.          | 2010.          |
| Белци             | 50.316 (97,2%) | 52.353 (96,2%) |
| Афроамериканци    | 130 (0,3%)     | 221 (0,4%)     |
| Азијати           | 196 (0,4%)     | 446 (0,8%)     |
| Хиспаноамериканци | 336 (0,6%)     | 594 (1,1%)     |
| Укупно            | 51.791         | 54.418         |